# Stockholmsskolen (økonomi)
Stockholmsskolen er betegnelsen på en gruppe økonomiske forskere, der var aktive fra 1930'erne og fire årtier frem. Fælles for disse økonomer var, at de var påvirket af den britiske økonom John Maynard Keynes og den svenske Knut Wicksell. Gruppen havde et tæt samarbejde og udvekslede ofte idéer. Ideologisk set kan man dog ikke betragte dem som en samlet gruppering. Drivende kræfter inden for gruppen var Gunnar Myrdal, Bertil Ohlin og Erik Lindahl, men tilknyttet gruppen var også Dag Hammarskjöld, Alf Johansson, Erik Lundberg og Ingvar Svennilson, selvom sidstnævntes bidrag til det nationaløkonomiske område næppe har haft interesse for eftertiden.
Gruppens navn blev offentliggjort af Bertil Ohlin i artiklen "Some notes on the Stockholm theory of savings and investment" i det britiske videnskabelige tidsskrift Economic Journal i 1937. Dette skete som en direkte respons på Keynes udgivelse, "The general theory on Employment, Interest and Money", der var udkommet året før (i 1936), og havde som formål, at han ville vække verdens opmærksomhed på de svenske forskningsresultater inden for emnet. Skolen lancerede bl.a. idéen om fremtidsforventningerne og periodeanalyser; analyser af forandringer var i fokus allerede fra begyndelsen. To af gruppens medlemmer, professorerne ved Handelshögskolan i Stockholm, Gunnar Myrdal og Bertil Ohlin, modtog i hhv. 1974 og 1977 Nobelprisen i økonomi.
Skolens 50-års-jubilæum blev fejret ved en international konference afviklet i Stockholm i 1987. Forelæsningerne blev holdt af Lars Jonung, professor i nationaløkonomi ved Handelshögskolan i Stockholm, der udgav dem i bogform i 1991: "The Stockholm School of Economics revisited".